# Desastre de Buffalo Creek

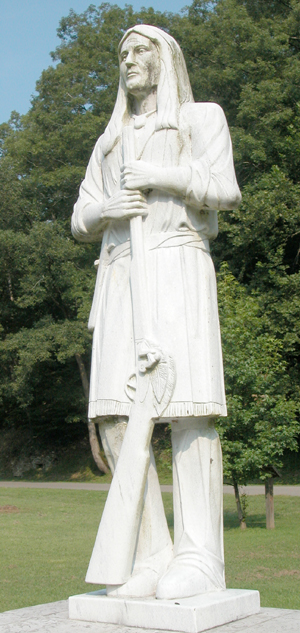

El desastre de Buffalo Creek fue una inundación ocurrida el 26 de febrero de 1972 por la fractura del dique de desechos n.º 3 de la compañía minera de carbón Pittston, situada en el Condado de Logan, Estados Unidos.
La inundación resultante fue de aproximadamente 500.000 m³ de aguas residuales, de más de 9 metros de alto, sobre los caseríos de los mineros del carbón en las cercanías del río Buffalo Creek. De una población de 5.000 personas, 125 murieron, 1.121 resultaron heridos, y más 4.000 se quedaron sin hogar. 507 casas fueron destruidas, además de 44 caravanas y 30 empresas. el desastre también destruyó o dañó viviendas en localidades de Virginia Occidental, como Lundale, Saunders, Amherstdale, Hernández, Latrobe y Larado. En sus presentaciones legales, Pittston se refiere al accidente como "un acto de Dios".
El dique n.º 3,  un dique de cola construido en 1968, se fracturó primero debido a fuertes lluvias. El agua del dique n.º 3 sobrecargó los diques n.º 2 y n.º 1. El dique n.º 3 había sido construido sobre sedimentos de carbón que habían recogido antes los diques n.º 1 y 2, en vez de roca sólida.

## Investigación
Dos comisiones investigaron el desastre. La primera fue la comisión designada Ad Hoc por el gobernador Arch A. Moore, Jr., inicialmente compuesta por miembros de la industria del carbón. Posteriormente Arnold Miller, el entonces presidente de la Unión de trabajadores mineros y otros fueron rechazados por el gobernador Moore a petición de un minero de carbón. Se armó una comisión ciudadana para proporcionar una revisión independiente de la catástrofe. El Informe de la Comisión Ciudadana de investigación concluyó que la compañía de carbón Pittston era responsable de la muerte de por lo menos 124 hombres, mujeres y niños. Adicionalmente, el presidente de la Comisión ciudadana, Norman Williams, el director Adjunto del departamento de recursos naturales de Virginia Occidental, llamó públicamente en su testimonio ante la legislatura para la proscripción de la minería de carbón en todo el estado. 
El estado de Virginia Occidental demandó a la compañía por $ 100 millones por desastre y reparación de daños, pero gobernador Arch A. Moore, Jr. estableció la demanda solo por $ 1 millón, tres días antes de dejar su cargo en 1977. Los abogados de los demandantes, Arnold & Porter de Washington D. C., donaron una parte de sus honorarios legales para la construcción de un nuevo centro de comunidad. 
Gerald M. Stern, abogado de Arnold & Porter, escribió un libro titulado The Buffalo Creek Disaster en el que presenta a las víctimas de la inundación. Incluye descripciones de sus experiencias que tratan con el entorno político y legal de Virginia Occidental, donde la influencia de las grandes empresas mineras es intensamente significativa sobre la cultura y las comunidades locales. El sociólogo Kai T. Erikson, hijo del distinguido psicólogo y sociólogo Erik Erikson, fue llamado como testigo experto y publicó un estudio sobre los efectos de la catástrofe, titulado Everything In Its Path: Destruction of Community in the Buffalo Creek Flood (Todo a su paso : la destrucción de la Comunidad en la inundación de Buffalo Creek). El libro de Erikson más tarde ganó el Premio Sorokin, otorgado por la American Sociological Association por una "destacada contribución al progreso de la sociología".

## Consecuencias
625 sobrevivientes de las inundaciones demandaron a la compañía Pittston, por 64 millones de dólares en daños. Se obtuvieron en junio de 1974 13,5 millones de dólares, o aproximadamente 13.000 dólares para cada individuo descontados los costos legales. Una segunda demanda fue presentada por los 348 niños sobrevivientes, que demandaron por 225 millones de dólares; finalmente obtuvieron 4.8 millones de dólares en junio de 1974.